# Мадисон (Арканзас)
Ма́дисон (англ. Madison) — город, расположенный в округе Сент-Франсис (штат Арканзас, США) с населением в 987 человек по статистическим данным переписи 2000 года.

## География
По данным Бюро переписи населения США город Мадисон имеет общую площадь в 4,66 квадратных километров, из которых 4,4 кв. километров занимает земля и 0,26 кв. километров — вода. Площадь водных ресурсов округа составляет 5,58 % от всей его площади.
Город Мадисон расположен на высоте 64 метра над уровнем моря.

## Демография
По данным переписи населения 2000 года в Мадисоне проживало 987 человек, 239 семей, насчитывалось 358 домашних хозяйств и 409 жилых домов. Средняя плотность населения составляла около 215 человек на один квадратный километр. Расовый состав Мадисона по данным переписи распределился следующим образом: 10,03 % белых, 88,96 % — чёрных или афроамериканцев, 0,61 % — представителей смешанных рас, 0,41 % — других народностей. Испаноговорящие составили 0,81 % от всех жителей города.
Из 358 домашних хозяйств в 36,9 % — воспитывали детей в возрасте до 18 лет, 29,3 % представляли собой совместно проживающие супружеские пары, в 32,4 % семей женщины проживали без мужей, 33,2 % не имели семей. 30,2 % от общего числа семей на момент переписи жили самостоятельно, при этом 13,7 % составили одинокие пожилые люди в возрасте 65 лет и старше. Средний размер домашнего хозяйства составил 2,76 человек, а средний размер семьи — 3,48 человек.
Население города по возрастному диапазону по данным переписи 2000 года распределилось следующим образом: 36,4 % — жители младше 18 лет, 9,6 % — между 18 и 24 годами, 22,1 % — от 25 до 44 лет, 21,1 % — от 45 до 64 лет и 10,8 % — в возрасте 65 лет и старше. Средний возраст жителей составил 29 лет. На каждые 100 женщин в городе приходилось 95,8 мужчин, при этом на каждые сто женщин 18 лет и старше приходилось 73,5 мужчин также старше 18 лет.
Средний доход на одно домашнее хозяйство в городе составил 15 700 долларов США, а средний доход на одну семью — 20 682 доллара. При этом мужчины имели средний доход в 21 875 долларов США в год против 17 500 долларов среднегодового дохода у женщин. Доход на душу населения в городе составил 9733 доллара в год. 40,4 % от всего числа семей в округе и 41,9 % от всей численности населения находилось на момент переписи населения за чертой бедности, при этом 56,1 % из них были моложе 18 лет и 50,4 % — в возрасте 65 лет и старше.